# Millennium: Els homes que no estimaven les dones
Millennium: Els homes que no estimaven les dones (títol original en anglès, The Girl with the Dragon Tattoo) és una pel·lícula de 2011 dirigida per David Fincher i basada en la novel·la Els homes que no estimaven les dones, de l'escriptor suec Stieg Larsson. La cinta és la segona adaptació cinematogràfica de la trilogia Millennium i la primera en llengua anglesa.

## Argument
El periodista Mikael Blomkvist (Daniel Craig), copropietari de la revista Millennium, és acusat de difamació i sentenciat a pagar 30 milions de corones a l'empresari Hans-Erik Wennerström, cosa que el deixa en fallida. En aquell moment rep la trucada d'Henrik Vanger (Christopher Plummer), un ancià i poderós industrial, qui li ofereix un interessant treball: si en el termini d'un any descobreix quin dels seus familiars va matar la seva neboda Harriet, que va desaparèixer sense deixar rastre fa quaranta anys, rebrà la informació que prova que ell és innocent i podrà recuperar el seu prestigi professional. Així serà com amb l'ajut de l'excel·lent hacker Lisbeth Salander (Rooney Mara), Mikael Blomkvist s'embarcarà en una investigació que canviarà la seva vida per sempre.

## Repartiment
- Daniel Craig: Mikael Blomkvist
- Rooney Mara: Lisbeth Salander
- Christopher Plummer: Henrik Vanger
- Stellan Skarsgård: Martin Vanger
- Robin Wright: Erika Berger
- Joely Richardson: Anita Vanger
- Julian Sands: Henrik Vanger (jove)
- Élodie Yung: Miriam Wu[3]

## Rebuda
- "Al marge de les seves bones intencions, la pel·lícula funciona quan s'exalta (...) El millor: el personatge de Lisbeth Salander. El pitjor: una primera hora més fluixa. (...) Puntuació: ★★★ (sobre 5)."[4]
- "Eficàcia sense brillantor. (...) les seves dues hores i mitja es veuen tan fàcilment com es llegeix el llibre. I s'obliden..."[5]
- "Ofereix una idea relativament fidel de l'enginyosa construcció de la novel·la, però només arriba a esbossar el seu mordaç retrat de Suècia com una societat corrupta, en fallida i misògina."[6]

## Premis i nominacions

### Premis
- 2012: Oscar al millor muntatge per Angus Wall i Kirk Baxter[7]

### Nominacions
- 2012: Oscar a la millor actriu per Rooney Mara[7]
- 2012: Oscar a la millor fotografia per Jeff Cronenweth[7]
- 2012: Oscar a la millor edició de so per Ren Klyce[7]
- 2012: Oscar al millor so per David Parker, Michael Semanick, Ren Klyce i Bo Persson[7]
- 2012: Globus d'Or a la millor actriu dramàtica per Rooney Mara[8]
- 2012: Globus d'Or a la millor banda sonora original per Atticus Ross i Trent Reznor[8]
- 2012: BAFTA a la millor fotografia per Jeff Cronenweth[9][10]
- 2012: BAFTA a la millor música per Atticus Ross i Trent Reznor[9][10]